# دیلون‌ویل، شهرستان همیلتون، اوهایو
دیلون‌ویل (به انگلیسی: Dillonvale) یک منطقهٔ مسکونی در ایالات متحده آمریکا است که در شهرستان همیلتون، اوهایو واقع شده‌است. دیلون‌ویل ۲٫۳ کیلومتر مربع مساحت و ۳٬۴۷۴ نفر جمعیت دارد و ۲۳۹ متر بالاتر از سطح دریا واقع شده‌است.